# Kyselina hemimellitová
Kyselina hemimellitová (systematický název kyselina benzen-1,2,3-trikarboxylová) je jedna ze tří benzentrikarboxylových kyselin.

## Izomery
- Kyselina trimellitová (benzen-1,2,4-trikarboxylová)
- Kyselina trimesinová (benzen-1,3,5-trikarboxylová)